# Rebelde entre el centeno
Rebelde entre el centeno (título original: Rebel in the Rye) es una película dramática y biográfica estadounidense de 2017 dirigida y escrita por Danny Strong. Está basada en el libro J.D. Salinger: A Life Raised High de Kenneth Slawenski, sobre la vida del escritor J. D. Salinger durante y después de la Segunda Guerra Mundial. La película está protagonizada por Nicholas Hoult y Kevin Spacey.
La película tuvo su estreno mundial en el Festival de Cine de Sundance el 24 de enero de 2017 y fue estrenada por IFC Films el 8 de septiembre de 2017. En España se estrenó el 15 de septiembre de 2017.

## Sinopsis
Trata acerca de la vida del afamado y poco sociable autor, J. D. Salinger, que se hizo conocido internacionalmente con su novela El guardián entre el centeno.

## Reparto
| Actor          | Personaje          |                |                |
| -------------- | ------------------ | -------------- | -------------- |
| Actor          | Personaje          | Nicholas Hoult | J. D. Salinger |
| Zoey Deutch    | Oona O'Neill       |                |                |
| Kevin Spacey   | Whit Burnett       |                |                |
| Sarah Paulson  | Dorothy Olding     |                |                |
| Brian d'Arcy   | Giroux             |                |                |
| Victor Garber  | Sol Salinger       |                |                |
| Hope Davis     | Miriam Salinger    |                |                |
| Lucy Boynton   | Claire Douglas     |                |                |
| James Urbaniak | Gus Lobrano        |                |                |
| Adam Busch     | Nigel Bench        |                |                |
| Jefferson Mays | William Maxwell    |                |                |
| Bernard White  | Swami Nikhilananda |                |                |

## Producción
El 29 de abril de 2014, se anunció que el guionista y actor Danny Strong haría su debut como director con la película biográfica Salinger's War, basada en el libro de no ficción JD Salinger: A Life de Kenneth Slawenski, sobre la vida del joven autor JD Salinger. durante principios de la década de 1940. Strong compró el libro con su propio dinero y adaptó el guion de la película, que Black Label Media financiaría, mientras que Molly Smith, Trent Luckinbill y Thad Luckinbill producirían la película junto con Bruce Cohen, Jason Shuman y Strong.

## Casting
El 31 de agosto de 2015, Nicholas Hoult fue elegido para la película biográfica para interpretar a Salinger, y la película fue retitulada como Rebel in the Rye.
El 19 de enero de 2016, Kevin Spacey se unió a la película para interpretar a Whit Burnett, profesor de la Universidad de Columbia , editor de la revista Story y mentor del joven Salinger.
El 12 de febrero de 2016, Laura Dern , Brian d'Arcy James y Hope Davis firmaron para protagonizar la película para papeles no especificados.
El 9 de marzo de 2016, Zoey Deutch se unió a la película para interpretar a Oona O'Neill, la hija del dramaturgo Eugene O'Neill, quien tenía una relación con Salinger, y después de ella, Victor Garber también se unió a la película. al día siguiente para interpretar el papel del padre de Salinger, Sol Salinger.
El 7 de abril de 2016, Lucy Boynton se unió a la película para un papel no especificado, y después de ella, Sarah Paulson fue elegida para interpretar a Dorothy Olding, la leal agente que apoyó al joven Salinger a lo largo de su carrera.
En mayo de 2016, se reveló que James Urbaniak había sido elegido como Gus Lobrano.

## Rodaje
La fotografía principal de la película comenzó el 26 de abril de 2016 en la ciudad de Nueva York.

## Música
Bear McCreary compuso la banda sonora de la película.